# Olympische Sommerspiele 2000/Teilnehmer (Großbritannien)
| Gelbes Symbol für Goldmedaillen mit stilisierten Olympischen Ringen | Graues Symbol für Silbermedaillen mit stilisierten Olympischen Ringen | Braundes Symbol für Bronzemedaillen mit stilisierten Olympischen Ringen |
| ------------------------------------------------------------------- | --------------------------------------------------------------------- | ----------------------------------------------------------------------- |
| 11                                                                  | 10                                                                    | 7                                                                       |

Das Vereinigte Königreich nahm 2000 zum 24. Mal an Olympischen Sommerspielen teil. Für die Olympischen Sommerspiele in Sydney benannte die British Olympic Association 310 Athleten, davon 181 Männer und 129 Frauen. Diese nahmen in 23 Sportarten teil. Fahnenträger bei der Eröffnungsfeier war der Ruderer Matthew Pinsent.

## Medaillengewinner
Mit elf gewonnenen Gold-, zehn Silber- und sieben Bronzemedaillen belegte das britische Team Platz 10 im Medaillenspiegel.

### Gold
- Ben Ainslie – Segeln, Laser
- Stephanie Cook – Moderner Fünfkampf
- Jonathan Edwards – Leichtathletik, Dreisprung
- Richard Faulds – Schießen, Trap
- Audley Harrison – Boxing, Superschwergewicht
- Denise Lewis – Leichtathletik, Siebenkampf der Frauen
- Iain Percy – Segeln, Finn
- Jason Queally – Radfahren, 1000 m Zeitfahren
- Shirley Robertson – Segeln, Europe
- James Cracknell, Tim Foster, Matthew Pinsent, Steve Redgrave – Rudern
- Louis Attrill, Simon Dennis, Rowley Douglas, Luka Grubor, Ben Hunt-Davis, Andrew Lindsay, Fred Scarlett, Steve Trapmore, Kieran West – Rudern, Achter

### Silber
- Steve Backley – Leichtathletik, Speerwurf
- Darren Campbell – Leichtathletik, 200 m der Männer
- Kate Howey – Judo,
- Chris Hoy und Jason Queally – Radfahren, Olympischer Sprint
- Ian Peel – Schießen, Trap
- Paul Ratcliffe – Kanu, K1 Slalom der Männer
- Jeanette Brakewell, Philippa Funnell, Leslie Law, Ian Stark – Reiten, Vielseitigkeit
- Guin Batten, Miriam Batten, Katherine Grainger, Gillian Lindsay – Rudern, Doppelvierer der Frauens
- Ian Barker, Simon Hiscocks – Segeln, 49er
- Mark Covell, Ian Walker – Segeln, Star

### Bronze
- Kate Allenby – Moderner Fünfkampf
- Tim Brabants – Kanu, K1 1000 m
- Kelly Holmes – Leichtathletik, 800 m der Frauen
- Yvonne McGregor – Radfahren, 3000 m Einzelverfolgung
- Katherine Merry – Leichtathletik, 400 m der Frauen
- Simon Archer und Joanne Goode – Badminton, Mixed
- Jonny Clay, Rob Hayles, Paul Manning, Chris Newton, Bryan Steel, Bradley Wiggins – Radfahren, 4000 m Mannschaftsverfolgung

## Teilnehmer und Ergebnisse

### Badminton
Herreneinzel
- Peter Knowles

- ausgeschieden in Runde der letzten 32

- Richard Vaughan

- ausgeschieden in Runde der letzten 16

Herren Doppel
- Julian Robertson, Peter Knowles

- ausgeschieden in Runde der letzten 16

- Simon Archer, Nathan Robertson

- ausgeschieden im Viertelfinale

Damen Einzel
- Kelly Morgan

- ausgeschieden in Runde der letzten 16

- Julia Mann

- ausgeschieden in Runde der letzten 16

Damen Doppel
- Sarah Hardaker, Joanne Davies

- ausgeschieden in Runde der letzten 16

- Joanne Goode, Donna Kellogg

- ausgeschieden im Viertelfinale

Mixed
- Chris Hunt, Donna Kellogg

- ausgeschieden in Runde der letzten 32

- Joanne Goode, Simon Archer  (Bronze )

### Bogenschießen
Männer
- Simon Needham
Einzel: 17. Platz

Frauen
- Alison Williamson
Einzel: 9. Platz
- Vladlena Priestman
Einzel: 39. Platz

### Boxen
- Courtney Fry
Halbschwergewicht: ausgeschieden in Runde 1
- Audley Harrison
Superschwergewicht: Gold

### Fechten
Männer
- James Beevers
Florett: 28. Platz
- James Williams
Säbel: 16. Platz

Frauen
- Eloise Smith
Florett: 28. Platz

### Gewichtheben
Männer
- Thomas Yule
Schwergewicht: Wettkampf nicht beendet

### Hockey
Herren
- 6. Platz
- Mannschaftsaufstellung

- ( 1.) Simon Mason
- ( 2.) David Luckes
- ( 3.) Jon Wyatt
- ( 4.) Julian Halls
- ( 5.) Tom Bertram
- ( 6.) Craig Parnham
- ( 7.) Guy Fordham
- ( 8.) Ben Sharpe
- ( 9.) Mark Pearn
- (10.) Jimmy Wallis
- (11.) Brett Garrard
- (12.) Bill Waugh
- (13.) Daniel Hall
- (14.) Michael Johnson
- (15.) Calum Giles
- (16.) David Hacker

- Trainer: Barry Dancer

Damen
- 8. Platz
- Mannschaftsaufstellung

- ( 1.) Carolyn Reid
- ( 2.) Hilary Rose
- ( 3.) Kristy Bowden
- ( 4.) Jane Smith
- ( 6.) Melanie Clewlow
- ( 7.) Tina Cullen
- ( 8.) Kathryn Johnson
- ( 9.) Lucilla Wright
- (10.) Jane Sixsmith
- (11.) Rhona Simpson
- (12.) Denise Marston-Smith
- (13.) Helen Henderson
- (14.) Fiona Greenham
- (15.) Pauline Stott
- (16.) Kate Walsh
- (17.) Mandy Nicholson

- Trainer: Jon Royce

### Judo
Männer
- John Buchanan
Superleichtgewicht: in der 1. Runde ausgeschieden
- David Somerville
Halbleichtgewicht: in der 1. Hoffnungsrunde ausgeschieden
- Graeme Randall
Halbmittelgewicht: im Achtelfinale ausgeschieden

Frauen
- Vicki Dunn
Superleichtgewicht: in der 2. Hoffnungsrunde ausgeschieden
- Cheryle Peel
Leichtgewicht: im Achtelfinale ausgeschieden
- Karen Roberts
Halbmittelgewicht: in der 2. Hoffnungsrunde ausgeschieden
- Kate Howey
Mittelgewicht: Silber
- Chloe Cowen
Halbschwergewicht: im Achtelfinale ausgeschieden
- Karina Bryant
Schwergewicht: im Achtelfinale ausgeschieden

### Kanu
- Kanurennsport Herren

Herren K1 500 m
- Ian Wynne

- Halbfinale – 1:41,486 min

Herren K1 1000 m
- Tim Brabants

- Bronze  – 3:35,057 min

Herren K2 500 m
- Paul Darby-Dowman, Ross Sabberton

- Halbfinale – 1:33,173 min

Herren K2 1000 m
- Paul Darby-Dowman, Ross Sabberton

- Halbfinale – 3:19,826 min

Herren Canadier C2 500 m
- Andrew Train, Steve Train

- Halbfinale – 1:49,931 min

Herren C2 1000 m
- Andrew Train, Steve Train

- Halbfinale – 3:45,624 min

- Kanurennsport Damen

Damen K1 500 m
- Anna Hemmings

- Halbfinale – 1:59,664 min

- Kanuslalom Herren

Herren Kanuslalom K1
- Paul Ratcliffe

- Silber  – 223,71 Punkte

Herren Canadier C1
- Stuart McIntosh

- 8. Platz – 243,61 Punkte

Herren Canadier C2
- Stuart Bowman, Nick Smith

- 4. Platz – 249,93 Punkte

- Kanuslalom Damen

Damen K1
- Laura Blakeman

- 12. Platz – 273,71 Punkte

### Leichtathletik
Männer
100 m 
- Darren Campbell

- Finale – 10,13 s (6. Platz)

- Dwain Chambers

- Finale – 10,08 s (4. Platz)

- Jason Gardener

- Runde 2 — 10,27 s (ausgeschieden)

200 m 
- Christian Malcolm

- Finale – 20,23 s (5. Platz)

- Darren Campbell

- Silber  – 20,14 s

- Marlon Devonish

- Runde 2 — 20,82 s (ausgeschieden)

400 m 
- Daniel Caines

- Halbfinale – 45,55 s (ausgeschieden)

- Sean Baldock

- Runde 1 — 46,45 s (ausgeschieden)

- Jamie Baulch

- Runde 1 — 46,52 s (ausgeschieden)

800 m 
- James Mcilroy

- Halbfinale – 1:46,39 min (ausgeschieden)

- Andrew Hart

- Runde 1 — 1:48,78 min (ausgeschieden)

1500 m 
- John Mayock

- Finale – 3:39,41 min (9. Platz)

- Andrew Graffin

- Halbfinale – 3:42,72 min (ausgeschieden)

- Anthony Whiteman

- Runde 1 – DNF (ausgeschieden)

5000 m 
- Kristen Bowditch

- Runde 1 — 14:11,65 min (ausgeschieden)

10.000 m 
- Karl Keska

- Finale – 27:44,09 min (8. Platz)

- Andres Jones

- Runde 1 — 28:11,20 min (ausgeschieden)

- Robert Denmark

- Runde 1 — 28:43,74 min (ausgeschieden)

Marathon
- Jon Brown

- Finale – 2:11:17 h (4. Platz)

- Keith Cullen

- Finale – 2:16:59 h (19. Platz)

- Mark Steinle

- Finale – 2:24:42 h (56. Platz)

110 m Hürden 
- Colin Jackson

- Finale – 13,28 s (5. Platz)

- Damien Greaves

- Runde 2 — 14,08 s (ausgeschieden)

- Tony Jarrett

- Runde 1 – DSQ (ausgeschieden)

400 m Hürden 
- Matt Douglas

- Halbfinale – 49,53 s (ausgeschieden)

- Anthony Borsumato

- Runde 1 — 50,73 s (ausgeschieden)

- Christopher Rawlinson

- Halbfinale – 49,25 (ausgeschieden)

3000 m Hindernislauf
- Justin Chaston

- Runde 1 — 8:31,01 min (ausgeschieden)

- Christian Stephenson

- Runde 1 — 8:46,66 min (ausgeschieden)

4 × 100 m Staffel
- Dwain Chambers, Allyn Condon, Marlon Devonish, Jason Gardener

- Runde 1 – DSQ (ausgeschieden)

4 × 400 m Staffel
- Jamie Baulch, Daniel Caines, Jared Deacon, Iwan Thomas

- Finale – 3:01,22 min (5. Platz)

50 km Gehen 
- Chris Maddocks

- Finale – 4:5:12 h (39. Platz)

Hochsprung 
- Ben Challenger

- Qualifikation – 2,15 m (ausgeschieden)

Stabhochsprung 
- Kevin Hughes

- Qualifikation – 5,55 m (ausgeschieden)

Dreisprung 
- Jonathan Edwards

- Gold  – 17,71 m

- Phillips Idowu

- Finale – 17,08 m (6. Platz)

- Onochie Achike

- Finale – 17,29 m (5. Platz)

Kugelstoßen 
- Mark Proctor

- Qualifikation – 18,49 m (ausgeschieden)

Diskuswurf 
- Robert Weir

- Qualifikation – 60,01 m (ausgeschieden)

- Glen Smith

- Qualifikation – 56,22 m (ausgeschieden)

Speerwurf 
- Steve Backley

- Silber  – 89,85 m

- Mick Hill

- Finale – 81,00 m (11. Platz)

- Nick Nieland

- Qualifikation – 82,12 m (ausgeschieden)

Zehnkampf 
- Dean Macey

- 100 m – 10,81 s
- Weitsprung – 7,77 m
- Kugelstoßen – 14,62 m
- Hochsprung – 2,09 m
- 400 m – 46,41 s
- 100 m Hürden – 14,53 s
- Diskus – 43,37 m
- Stabhochsprung – 4,80 m
- Speerwurf – 60,38 m
- 1500 m – 4:23,45 min

- - Punkte – 8567,00 (4. Platz)

Frauen
100 m 
- Joice Maduaka

- Runde 1 — 11,51 s (ausgeschieden)

- Shani Anderson

- Runde 1 — 11,55 s (ausgeschieden)

- Marcia Richardson

- Runde 1 — 11,62 s (ausgeschieden)

200 m 
- Samantha Davies

- Runde 2 — 23,20 s (ausgeschieden)

- Joice Maduaka

- Runde 2 — 23,57 s (ausgeschieden)

400 m 
- Donna Fraser

- Finale – 49,79 s (4. Platz)

- Allison Curbishley

- Runde 2 — 52,50 s (ausgeschieden)

- Katharine Merry

- Bronze  – 49,72 s

800 m 
- Kelly Holmes

- Bronze  – 1:56,80 min

- Diane Modahl

- Runde 1 — 2:02,41 min (ausgeschieden)

1500 m 
- Helen Pattinson

- Halbfinale – 4:09,60 min (ausgeschieden)

- Kelly Holmes

- Finale – 4:08,02 min (7. Platz)

- Hayley Tullett

- Finale – 4:22,29 min (11. Platz)

5000 m 
- Jo Pavey

- Finale – 14:58,27 min (12. Platz)

- Andrea Whitcombe

- Runde 1 — 16:15,82 min (ausgeschieden)

10.000 m 
- Paula Radcliffe

- Finale – 30:26,97 min (4. Platz)

Marathon
- Marian Sutton

- Finale – 2:34:33 h (26. Platz)

100 m Hürden
- Diane Allahgreen

- Runde 2 — 13,22 s (ausgeschieden)

400 m Hürden
- Natasha Danvers

- Finale – 55,00 s (8. Platz)

- Sinead Dudgeon

- Runde 1 — 57,82 s (ausgeschieden)

- Keri Maddox

- Runde 1 — 57,44 s (ausgeschieden)

4 × 100 m Staffel
- Shani Anderson, Samantha Davies, Joice Maduaka, Marcia Richardson, Sarah Wilhelmy

- Halbfinale – 43,19 s (ausgeschieden)

4 × 400 m Staffel
- Allison Curbishley, Natasha Danvers, Donna Fraser, Helen Frost, Katharine Merry

- Finale – 3:25,67 min (6. Platz)

20 km Gehen 
- Lisa Kehler

- Finale – 1:37:47 h (33. Platz)

Stabhochsprung 
- Janine Whitlock

- Qualifikation – 4,15 m (ausgeschieden)

Weitsprung 
- Jo Wise

- Qualifikation – 6,59 m (ausgeschieden)

Dreisprung 
- Ashia Hansen

- Finale – 13,44 m (11. Platz)

Kugelstoßen 
- Judith Oakes

- Qualifikation – 17,81 m (ausgeschieden)

Hammerwurf 
- Lorraine Shaw

- Finale – 64,27 m (9. Platz)

Siebenkampf 
- Denise Lewis

- 100 m Hürden – 13,23 s
- Hochsprung – 1,75 m
- Kugelstoßen – 15,55 m
- 200 m – 24,34 s
- Weitsprung – 6,48 m
- Speerwurf – 50,19 m
- 800 m – 2:16,83 min
- Gold  – 6584 Punkte

### Moderner Fünfkampf
Frauen
- Stephanie Cook
Gold  (5381 Punkte)
- Kate Allenby
Bronze  (5273 Punkte)

### Radsport
Cross Country Mountain Bike
Männer
- Oliver Beckingsale

- Finale – 2:18:17,01 h (23. Platz)

- Nick Craig

- Finale – 2:20:00,27 h (25. Platz)

Frauen
- Caroline Alexander

- Finale – 1:56:50,62 h (12. Platz)

- Louise Robinson

- Finale – 1:59:23,27 h (15. Platz)

Straße – Männer
Einzelzeitfahren (48,69 km)
- Chris Boardman

- Finale – 59:32 min (11. Platz)

- David Millar

- Finale – 1:00:17 h (16. Platz)

Straßenrennen (239 km)
- Maximilian Sciandri

- Finale – 5:30:46 h (35. Platz)

- John Tanner

- Finale – 5:30:46 h (38. Platz)

- Rob Hayles

- Finale – DNF

- Jeremy Hunt

- Finale – DNF

- Nick Craig

- Finale – DNF

Straße – Frauen
Einzelzeitfahren (44,56 km)
- Ceris Gilfillan

- Finale – 44:29 min (14. Platz)

- Yvonne McGregor

- Finale – 44:37,09 min (17. Platz)

Straßenrennen (120 km)
- Sara Symington

- Finale – 3:06:31 h (10. Platz)

- Yvonne McGregor

- Finale – 3:06:31 h (24. Platz)

- Ceris Gilfillan

- Finale – 3:06:37 h (27. Platz)

Bahn – Männer
Sprint 
- Craig MacLean
  - Finale 5–8 — 8. Platz

Einzelverfolgung
- Rob Hayles
  - Finale – gegen Brad McGee (Australien) verloren

1000 m Zeitfahren 
- Jason Queally
  - Gold  – 1:01,609 min

Punktefahren 
- Jonny Clay
  - Runden zurück – 2 (13. Platz)

Keirin 
- Chris Hoy

Olympischer Sprint 
- Chris Hoy, Craig MacLean, Jason Queally
  - Silber  – 44,680 s

4000 m Mannschaftsverfolgung 
- Bryan Steel, Paul Manning, Bradley Wiggins, Chris Newton
  - Halbfinale – 4:02,387 min

Madison 
- Bradley Wiggins, Rob Hayles
  - Finale – 13 (4. Platz)

Bahn – Frauen
 Einzelverfolgung 
- Yvonne McGregor
  - Bronze

Punktefahren 
- Emma Davies
  - Punkte – 0 (14. Platz)

### Reiten
- Emile Faurie
Dressur: 20. Platz
Dressur Mannschaft: 8. Platz
- Carl Hester
Dressur: 31. Platz
Dressur Mannschaft: 8. Platz
- Richard Davison
Dressur: 35. Platz
Dressur Mannschaft: 8. Platz
- Kristy Mepham
Dressur: 41. Platz
Dressur Mannschaft: 8. Platz
- Geoff Billington
Springreiten: 24. Platz
Springreiten Mannschaft: 8. Platz
- Michael Whitaker
Springreiten: im Finale ausgeschieden
Springreiten Mannschaft: 8. Platz
- John Whitaker
Springreiten: im Finale ausgeschieden
Springreiten Mannschaft: 8. Platz
- Carl Edwards
Springreiten: 53. Platz
Springreiten Mannschaft: 8. Platz
- Mary Thomson-King
Vielseitigkeit: 7. Platz
- Ian Stark
Vielseitigkeit: 10. Platz
Vielseitigkeit Mannschaft: Silber
- Karen Straker-Dixon
Vielseitigkeit: 11. Platz
- Leslie Law
Vielseitigkeit Mannschaft: Silber
- Philippa Funnell
Vielseitigkeit Mannschaft: Silber
- Jeanette Brakewell
Vielseitigkeit Mannschaft: Silber

### Rudern
Männer
- Matthew Wells
Einer: 9. Platz
- Ed Coode
Zweier ohne Steuermann: 4. Platz
- Gregory Searle
Zweier ohne Steuermann: 4. Platz
- Tom Kay
Leichtgewichts-Doppelzweier: 14. Platz
- Tom Middleton
Leichtgewichts-Doppelzweier: 14. Platz
- James Cracknell
Vierer ohne Steuermann: Gold
- Steven Redgrave
Vierer ohne Steuermann: Gold
- Tim Foster
Vierer ohne Steuermann: Gold
- Matthew Pinsent
Vierer ohne Steuermann: Gold
- Andrew Lindsay
Achter min Steuermann: Gold
- Ben Hunt-Davis
Achter min Steuermann: Gold
- Simon Dennis
Achter min Steuermann: Gold
- Louis Attrill
Achter min Steuermann: Gold
- Luka Grubor
Achter min Steuermann: Gold
- Kieran West
Achter min Steuermann: Gold
- Fred Scarlett
Achter min Steuermann: Gold
- Steve Trapmore
Achter min Steuermann: Gold
- Rowley Douglas
Achter min Steuermann: Gold

Frauen
- Alison Mowbray
Einer: 10. Platz
- Frances Houghton
Doppel-Zweier: 9. Platz
- Sarah Winckless
Doppel-Zweier: 9. Platz
- Dot Blackie
Zweier ohne Steuerfrau: 9. Platz
- Catherine Bishop
Zweier ohne Steuerfrau: 9. Platz
- Guin Batten
Doppel-Vierer: Silber
- Gillian Lindsay
Doppel-Vierer: Silber
- Katherine Grainger
Doppel-Vierer: Silber
- Miriam Batten
Doppel-Vierer: Silber
- Ali Sanders
Achter min Steuerfrau: 7. Platz
- Rowan Carroll
Achter min Steuerfrau: 7. Platz
- Elise Laverick
Achter min Steuerfrau: 7. Platz
- Francesca Zino
Achter min Steuerfrau: 7. Platz
- Alison Trickey
Achter min Steuerfrau: 7. Platz
- Alex Beever
Achter min Steuerfrau: 7. Platz
- Kate MacKenzie
Achter min Steuerfrau: 7. Platz
- Lisa Eyre
Achter min Steuerfrau: 7. Platz
- Charlotte Miller
Achter min Steuerfrau: 7. Platz

### Schießen
- Michael Babb
Kleinkalibergewehr liegend 50 m: 25. Platz
- Ian Peel
Trap: Silber
- Peter Boden
Trap: 26. Platz
- Richard Faulds
Doppeltrap: Gold
- John Davison
Skeet: 19. Platz
- Drew Harvey
Skeet: 39. Platz

### Schwimmen
Männer
50 m Freistil
- Mark Foster

- Finale – 22,41 s (7. Platz)

200 m Freistil
- Paul Palmer

- Finale – 1:47,95 min (5. Platz)

- James Salter

- Finale – 1:48,74 min (6. Platz)

400 m Freistil
- Paul Palmer

- Vorlauf – 3:51,06 min

- James Salter

- Vorlauf – 3:52,01 min

1500 m Freistil
- Paul Palmer

- Vorlauf – 15:21,09 min

- Adam Faulkner

- Vorlauf – 15:39,86 min

100 m Schmetterling
- James Hickman

- Halbfinale – 53,55 s

200 m Schmetterling
- Stephen Parry

- Finale – 1:57,00 min (6. Platz)

- James Hickman

- Halbfinale – 1:57,84 min

100 m Brust
- Darren Mew

- Halbfinale – 1:01,98 min

- Adam Whitehead

- Vorlauf – 1:02,91 min

200 m Brust
- Adam Whitehead

- Vorlauf – 2:17,16 min

100 m Rücken
- Adam Ruckwood

- Halbfinale – 56,34 s

200 m Rücken
- Adam Ruckwood

- Vorlauf – 2:01,11 min

- Simon Militis

- Vorlauf – 2:01,20 min

400 m Lagen
- Simon Militis

- Vorlauf – 4:24,38 min

4 × 100 m Freistil
- Paul Belk, Sion Brinn, Anthony Howard, Mark Stevens

- Vorlauf – 3:20,45 min

4 × 200 m Freistil
- Andrew Clayton, Paul Palmer, James Salter, Edward Sinclair, Marc Spackman

- Finale – 7:12,98 min (5. Platz)

4 × 100 m Lagen
- Neil Willey, Darren Mew, James Hickman, Sion Brinn

- Finale – 3:40,19 min (8. Platz)

Frauen
50 m Freistil
- Alison Sheppard

- Finale – 25,45 s (7. Platz)

100 m Freistil
- Sue Rolph

- Halbfinale – 55,69 s

- Karen Pickering

- Halbfinale – 55,71 s

200 m Freistil
- Karen Pickering

- Vorlauf – 2:01,42 min

- Karen Legg

- Vorlauf – DNS

800 m Freistil
- Rebecca Cooke

- Vorlauf – 8:43,07 min

100 m Schmetterling
- Margaretha Pedder

- Vorlauf – 1:01,53 min

200 m Schmetterling 
- Georgina Lee

- Halbfinale – 2:10,33 min

- Margaretha Pedder

- Halbfinale – 2:10,49 min

100 m Brust
- Heidi Earp

- Vorlauf – 1:10,56 min

200 m Brust
- Jaime King

- Vorlauf – 2:33,10 min

100 m Rücken
- Katy Sexton

- Halbfinale – 1:02,35 min

- Sarah Price

- Vorlauf – 1:03,22 min

200 m Rücken
- Joanna Fargus

- Halbfinale – 2:13,57 min

- Helen Don-Duncan

- Halbfinale – 2:14,97 min

200 m Lagen
- Sue Rolph

- Halbfinale – 2:15,98 min

- Kathryn Evans

- Vorlauf – 2:19,41 min

4 × 100 m Freistil
- Rosalind Brett, Karen Pickering, Sue Rolph, Alison Sheppard

- Finale – 3:40,54 min (5. Platz)

4 × 200 m Freistil
- Janine Belton, Claire Huddart, Nicola Jackson, Karen Legg, Karen Pickering

- Finale – 8:03,69 min (6. Platz)

4 × 100 m Lagen
- Heidi Earp, Karen Pickering, Sue Rolph, Katy Sexton

- Finale – 4:07,61 min (7. Platz)

### Segeln
Herren
Mistral
- Nick Dempsey

- Finale – 125 (16. Platz)

Finn Dinghy
- Iain Percy

- Gold  – 35

470
- Nick Rogers, Joe Glanfield

- Finale – 58 (4. Platz)

Laser
- Ben Ainslie

- Gold  – 42

Tornado
- Hugh Styles, Adam May

- Finale – 53 (6. Platz)

Star
- Ian Walker, Mark Covell

- Silber  – 35

Soling
- Andy Beadsworth, Barry Parkin, Richard Sydenham

- Round Robin Runde 1 – (1–4) – 1 Punkt &mdash

Damen
Mistral
- Christine Johnston

- Finale – 146 (18. Platz)

Europa
- Shirley Robertson

- Gold  – 37

Mixed
49er
- Ian Barker, Simon Hiscocks

- Silber  – 60

### Taekwondo
Männer
- Colin Daley
Schwergewicht: im Viertelfinale ausgeschieden

Frauen
- Sarah Stevenson
Weltergewicht: 4. Platz

### Tennis
Männer
- Barry Cowan
Einzel: in der 1. Runde ausgeschieden
Doppel: in der 1. Runde ausgeschieden
- Greg Rusedski
Einzel: in der 1. Runde ausgeschieden
- Tim Henman
Einzel: in der 1. Runde ausgeschieden
- Kyle Spencer
Doppel: in der 1. Runde ausgeschieden

Frauen
- Julie Pullin
Doppel: in der 1. Runde ausgeschieden
- Lorna Woodroffe
Doppel: in der 1. Runde ausgeschieden

### Tischtennis
Männer
- Matthew Syed
Einzel: in der Gruppenphase ausgeschieden

### Triathlon
Frauen
- Stephanie Forrester – 2:03:56,11 h (15. Platz)
- Sian Brice – DNF
- Michelle Dillon – DNF

Männer
- Simon Lessing – 1:49:24,32 h (9. Platz)
- Timothy Don – 1:49:28,85 h (10. Platz)
- Andrew Johns – DNF

### Trampolinturnen
Männer
- Lee Brearley
Einzel: 6. Platz

Frauen
- Jaime Moore
Einzel: in der 1. Runde ausgeschieden

### Turnen
Männer
- Craig Heap
Einzelmehrkampf: 32. Platz
Boden: 45. Platz
Pferdsprung: 77. Platz
Barren: 59. Platz
Reck: 61. Platz
Ringe: 39. Platz
Seitpferd: 70. Platz

Frauen
- Lisa Mason
Einzelmehrkampf: 23. Platz
Boden: 30. Platz
Pferdsprung: 42. Platz
Stufenbarren: 53. Platz
Schwebebalken: 12. Platz
Mannschaftsmehrkampf: 10. Platz
- Emma Williams
Einzelmehrkampf: 31. Platz
Boden: 39. Platz
Pferdsprung: 46. Platz
Stufenbarren: 56. Platz
Schwebebalken: 51. Platz
Mannschaftsmehrkampf: 10. Platz
- Annika Reeder
Einzelmehrkampf: 34. Platz
Boden: 34. Platz
Pferdsprung: 28. Platz
Stufenbarren: 46. Platz
Schwebebalken: 48. Platz
Mannschaftsmehrkampf: 10. Platz
- Sharna Murray
Einzelmehrkampf: 72. Platz
Pferdsprung: 61. Platz
Stufenbarren: 48. Platz
Schwebebalken: 42. Platz
Mannschaftsmehrkampf: 10. Platz
- Kelly Hackman
Einzelmehrkampf: 74. Platz
Boden: 62. Platz
Stufenbarren: 56. Platz
Schwebebalken: 53. Platz
Mannschaftsmehrkampf: 10. Platz
- Paula Thomas
Einzelmehrkampf: 87. Platz
Boden: 25. Platz
Pferdsprung: 27. Platz
Mannschaftsmehrkampf: 10. Platz

### Wasserspringen
Kunstspringen 3 m der Männer
- Tony Ally

- Finale – 583,8 Punkte (12. Platz)

- Mark Shipman

- Vorrunde – 285,9 Punkte (46. Platz)

Turmspringen der Männer
- Leon Taylor

- Halbfinale – 585,81 Punkte (13. Platz)

- Peter Waterfield

- Vorrunde – 317,31 Punkte (33. Platz)

Synchronspringen  Meter
- Tony Ally, Mark Shipman

- Finale – 296,64 Punkte (7. Platz)

Synchronspringen 10 Meter
- Leon Taylor, Peter Waterfield

- Finale – 335,34 Punkte (4. Platz)

Kunstspringen 3 m 
- Karen Smith

- Vorrunde – 224,58 Punkte (31. Platz)

- Jane Smith

- Halbfinale – 477,12 Punkte (16. Platz)

Turmspringen 
- Sally Freeman

- Vorrunde – 256,17 Punkte (25. Platz)

- Lesley Ward

- Vorrunde – 238,65 Punkte (28. Platz)